# 嘉泽镇
嘉泽镇，是中华人民共和国江苏省常州市武进区下辖的一个乡镇级行政单位。

## 行政区划
嘉泽镇下辖以下地区：
嘉泽社区（含嘉泽村村委）、成章社区（含成章村村委）、夏溪社区（含夏溪村村委）、厚余社区（含厚余村村委）、观庄村、丰杨村、士桥村、夏庄桥村、闵墅村、西城村、晨山村、捕捞村、甘荡村、跃进村、南庄村、周庄村、三星村、朝东村和满墩村。